# Sarcoglyphis potamophila
Sarcoglyphis potamophila là một loài thực vật có hoa trong họ Lan. Loài này được (Schltr.) Garay & W.Kittr. miêu tả khoa học đầu tiên năm 1985.